# Jorge Vázquez
Jorge Vázquez (ur. 13 marca 1950 w Lomas de Zamora) – argentyński duchowny katolicki, biskup Morón w latach 2017–2025.

## Życiorys
Święcenia kapłańskie przyjął 31 marca 1983 i został inkardynowany do diecezji Lomas de Zamora. Przez wiele lat pracował jako duszpasterz parafialny. W latach 2009–2010 był rektorem diecezjalnego seminarium, a w latach 2009-2017 pełnił funkcję wikariusza generalnego.
3 grudnia 2013 papież Franciszek mianował go biskupem pomocniczym diecezji Lomas de Zamora oraz biskupem tytularnym Castra Nova. Sakry udzielił mu 27 grudnia 2013 biskup Jorge Lugones.
3 lutego 2017 został koadiutorem diecezji Morón. Rządy w diecezji objął 30 czerwca 2017 po przejściu na emeryturę poprzednika.
28 maja 2025 papież Leon XIV przyjął jego rezygnację z pełnionego urzędu, złożoną ze względu na wiek. 